# Banc y Bettws
Banc y Bettws är en lämning av en medeltida motteborg i Wales. Den ligger i Llangyndeyrn i kommunen Carmarthenshire, 15 km norr om Llanelli. Trakten runt Banc y Bettws består i huvudsak av gräsmarker.